# ريتشارد باورز
ريتشارد باورز (بالإنجليزية: Richard Powers)‏ (18 يونيو 1957، إيفانستون في الولايات المتحدة)؛ كاتب وروائي أمريكي. درس في جامعة إلينوي في إربانا-شامبين.

## روابط خارجية
- ريتشارد باورز على موقع IMDb (الإنجليزية)
- ريتشارد باورز على موقع مونزينجر (الألمانية)
- ريتشارد باورز على موقع ميوزك برينز (الإنجليزية)
- ريتشارد باورز على موقع إن إن دي بي (الإنجليزية)
- ريتشارد باورز على موقع ديسكوغز (الإنجليزية)